# Saranaca atra
Saranaca atra är en stekelart som först beskrevs av Stephen Donald Hopper 1939.  Saranaca atra ingår i släktet Saranaca och familjen brokparasitsteklar. Inga underarter finns listade i Catalogue of Life.